# Anton Ferdinand Franz Karsch
Anton Ferdinand Franz Karsch (* 19. August 1822 in Münster, Provinz Westfalen; † 15. März 1892 ebenda) war ein deutscher Biologe und Mediziner.
Sein botanisches Autorenkürzel lautet „Karsch“.

## Leben

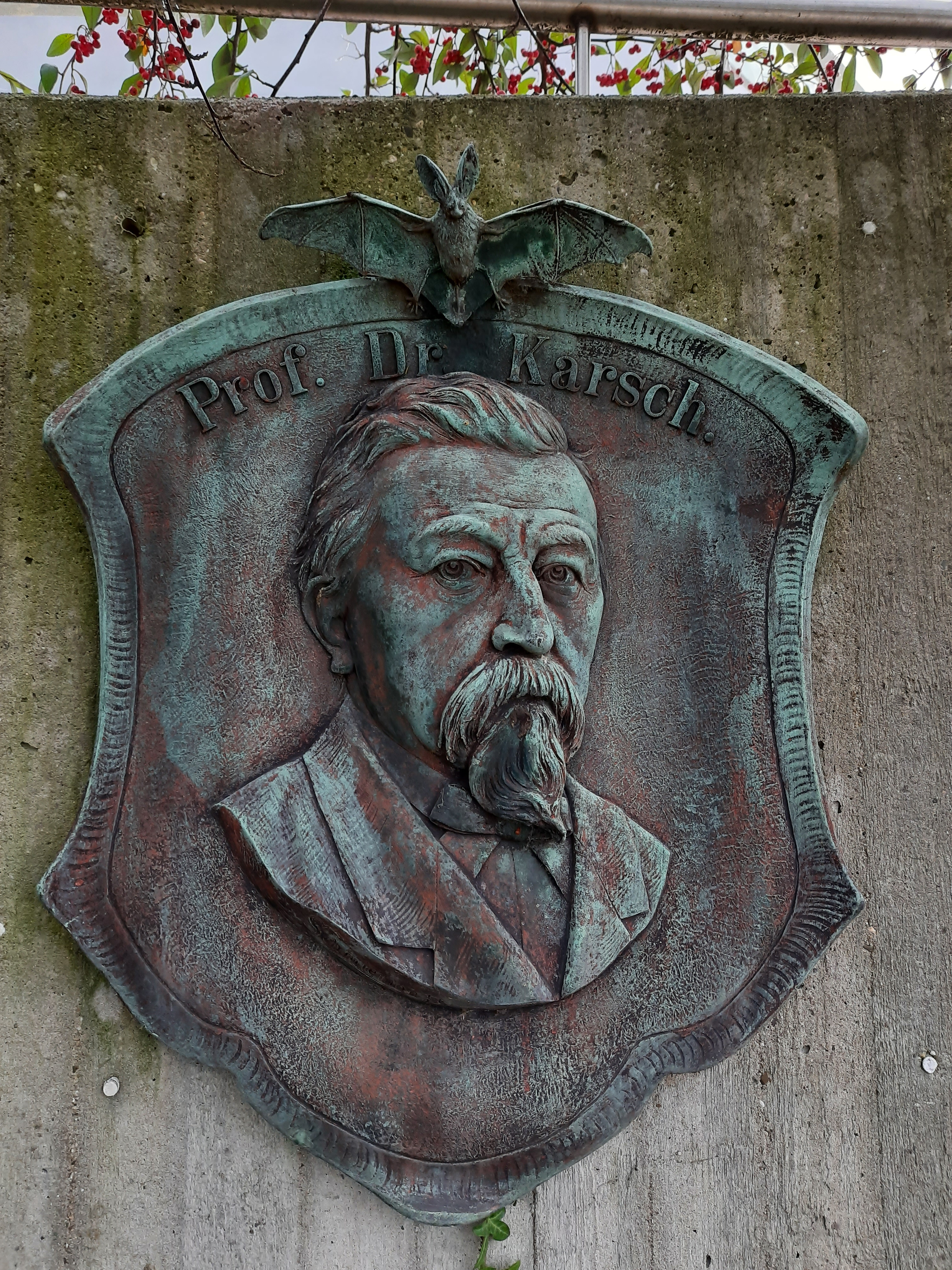
Reliefmedaillon im Allwetterzoo, geschaffen vom Bildhauer August Schmiemann (Münster)

Karsch war der Sohn eines Kreisgerichtssekretärs. Er besuchte das Gymnasium Paulinum in Münster und studierte von 1842 bis 1846 Naturwissenschaften und Medizin in Greifswald. 1846 wurde er in Greifswald zum Dr. phil. und Dr. med. promoviert, im Jahr darauf legte er das medizinische und das „geburtshülfliche“ Staatsexamen ab. Im gleichen Jahr wurde er in Bonn habilitiert. Von 1848 bis 1853 arbeitete er als praktischer Arzt und Privatdozent in Münster. Er war zudem Vorsteher des Naturhistorischen Museums und des Westfälischen Normal-Herbariums (1848–1871) sowie Vorsteher des Botanischen Gartens (1854–1867). Ab 1852 war Karsch außerordentlicher Professor der beschreibenden Naturwissenschaften in Münster, bevor er 1858 die ordentliche Professur erlangte. Er war mehrmals Dekan der Philosophischen Fakultät und 1872/73 Rektor der Universität Münster. 1874 erhielt er den Titel Medizinalrat, 1888 wurde er zum Geheimen Medizinalrat ernannt. Er zählte zu den bedeutendsten münsterschen Naturwissenschaftlern des 19. Jahrhunderts.
Ihm zu Ehren hängt im Allwetterzoo Münster am Landois-Platz ein Medaillonbild, geschaffen vom Bildhauer August Schmiemann. Dieses wurde am 24. Mai 1903 im Zoologischen Garten Münster im Rahmen eines Denkmalsfests vom Zoodirektor Hermann Landois enthüllt.

## Schriften (Auswahl)
- De capillitii humani coloribus quaedam. Kunike, Greifswald 1846 (Greifswald, Univ. Med. Diss.).
- Die Entwicklungsgeschichte des Limnaeus stagnalis, ovatus et palustris. In: Archiv für Naturgeschichte. 1846.
- Phanerogamen-Flora der Provinz Westfalen mit Einschluß des Bentheimischen, Lingenschen, Meppenschen, Osnabrückschen, der Fürstenthümer Lippe-Detmold und Waldeck und der Grafschaften Schaumburg und Jtter mit beständiger Rücksicht auf Cryptogamie und Entomologie und einem Anhange der am meisten verbreiteten Zier- und Culturpflanzen. Regensberg, Münster 1853.
- Flora der Provinz Westfalen: ein Taschenbuch zu botanischen Excursionen für Schulen und zum Selbstbestimmen. Aschendorff, Münster 1856.
- Die Insektenwelt: ein Taschenbuch entomologischen Exkursionen für Lehrer und Lernende. Otto Lenz, Leipzig 1883, OCLC 902112176.
- Naturgeschichte des Teufels : I. Ursprung, Geburt, Kindheit und Flegeljahre. Der Teufel im Heiden- und Judenthum. II. Mannesalter. Der Teufel im Ultramontanismus. III. Greisenalter. Der Teufel und die Wissenschaft ; drei Vorträge. Brunn, Münster 1877.
- Die stigmatisirte Nonne Catharina Emmerich zu Dülmen: eine Wundergeschichte aus dem neunzehnten Jahrhundert. Brunn, Münster 1878 (Digitalisat).